# Anthurium orteganum
Anthurium orteganum är en kallaväxtart som beskrevs av Adolf Engler. Anthurium orteganum ingår i släktet Anthurium och familjen kallaväxter. Inga underarter finns listade.